# National Basketball Association 1979/1980
National Basketball Association 1979/1980 var den 34:e säsongen av den amerikanska proffsligan i basket. Säsongen inleddes den 13 oktober 1979 och avslutades den 8 april 1980 efter 902 seriematcher, vilket gjorde att samtliga 22 lagen spelade 82 matcher var.
Fredagen den 1 juni 1980 vann Los Angeles Lakers sin sjunde NBA-titel (de fem första som Minneapolis Lakers) efter att ha besegrat Philadelphia 76ers med 4-2 i matcher i en finalserie i bäst av 7 matcher.
Utah Jazz från Salt Lake City, Utah spelade sin första säsong i ligan efter flytten från New Orleans, Louisiana och New Orleans Jazz.
NBA-legenderna Magic Johnson (Earvin "Magic" Johnson, Jr.) och Larry Bird spelade sina första säsonger i ligan. Magic Johnson spelade för Los Angeles Lakers medan Larry Bird spelade för Boston Celtics.
NBA införde den här säsongen 3-poängskotten. Boston Celtics guard Chris Ford var den förste som gjorde ett 3-poängskott i premiären den 12 oktober 1979 i en match mot Houston Rockets.
All Star-matchen spelades den 3 februari 1980 i Capital Centre i Landover, Washington, D.C.. Eastern Conference vann matchen över Western Conference med 144-136 efter förlängning. Med 1:40 kvar att spela av förlängningen satte Larry Bird den första 3-poängaren nånsin i en All Star-match.

## Grundserien
Not: Pos = Position i konferensen, V = Vinster, F = Förluster, PCT = Vinstprocent
- Lag i GRÖN färg till en slutspelserie.
- Lag i RÖD färg har spelat klart för säsongen.

Eastern Conference
| Pos | Lag                | V  | F  | PCT  |
| --- | ------------------ | -- | -- | ---- |
| 1   | Boston Celtics     | 61 | 21 | .744 |
| 3   | Philadelphia 76ers | 59 | 23 | .720 |
| 6   | Washington Bullets | 39 | 43 | .476 |
| 7   | New York Knicks    | 39 | 43 | .476 |
| 10  | New Jersey Nets    | 34 | 48 | .415 |

| Pos | Lag                 | V  | F  | PCT  |
| --- | ------------------- | -- | -- | ---- |
| 2   | Atlanta Hawks       | 50 | 32 | .610 |
| 4   | Houston Rockets     | 41 | 41 | .500 |
| 5   | San Antonio Spurs   | 41 | 41 | .500 |
| 8   | Cleveland Cavaliers | 37 | 45 | .451 |
| 9   | Indiana Pacers      | 37 | 45 | .451 |
| 11  | Detroit Pistons     | 16 | 66 | .195 |

Western Conference
| Pos | Lag               | V  | F  | PCT  |
| --- | ----------------- | -- | -- | ---- |
| 2   | Milwaukee Bucks   | 49 | 33 | .598 |
| 5   | Kansas City Kings | 47 | 35 | .573 |
| 8   | Chicago Bulls     | 30 | 52 | .366 |
| 9   | Denver Nuggets    | 30 | 52 | .366 |
| 11  | Utah Jazz         | 24 | 58 | .293 |

| Pos | Lag                    | V  | F  | PCT  |
| --- | ---------------------- | -- | -- | ---- |
| 1   | Los Angeles Lakers     | 60 | 22 | .732 |
| 3   | Seattle SuperSonics    | 56 | 26 | .683 |
| 4   | Phoenix Suns           | 55 | 27 | .671 |
| 6   | Portland Trail Blazers | 38 | 44 | .463 |
| 7   | San Diego Clippers     | 35 | 47 | .427 |
| 10  | Golden State Warriors  | 24 | 58 | .293 |

## Slutspelet
Sex lag från den östra och den västra konferensen gick till slutspelet. Där mötte först det tredje och sjätte seedade lagen varandra och det fjärde och femte seedade lagen varandra i åttondelsfinaler (konferenskvartsfinaler) i bäst av 3 matcher. Vinnarna gick vidare där de fick möta konferensvinnarna i kvartsfinalserier (konferenssemifinaler) medan tvåan och trean inom samma konferens mötte varandra. De vinnande kvartsfinallagen inom sin konferens möttes sen i semifinalserier (konferensfinaler). Alla slutspelsserier avgjordes i bäst av 7 matcher.
|  | Konferenskvartsfinaler | Konferenskvartsfinaler | Konferenskvartsfinaler |           |              | Konferenssemifinaler | Konferenssemifinaler | Konferenssemifinaler |  |   | Konferensfinaler | Konferensfinaler | Konferensfinaler |   |  | NBA Final | NBA Final | NBA Final |
|  |                        |                        |                        |           |              |                      |                      |                      |  |   |                  |                  |                  |   |  |           |           |           |
|  |                        |                        |                        |           |              |                      |                      |                      |  |   |                  |                  |                  |   |  |           |           |           |
|  |                        | 1                      | L.A. Lakers            | 4         |              |                      |                      |                      |  |   |                  |                  |                  |   |  |           |           |           |
|  |                        |                        |                        | 4         |              |                      |                      |                      |  |   |                  |                  |                  |   |  |           |           |           |
|  |                        |                        | 4                      | Phoenix   | 1            |                      |                      |                      |  |   |                  |                  |                  |   |  |           |           |           |
|  | 4                      | Phoenix                | 4                      | Phoenix   | 1            | 2                    |                      |                      |  |   |                  |                  |                  |   |  |           |           |           |
|  | 4                      | Phoenix                |                        |           |              | 2                    |                      |                      |  |   |                  |                  |                  |   |  |           |           |           |
|  | 5                      | Kansas City            | 1                      |           |              |                      |                      |                      |  |   |                  |                  |                  |   |  |           |           |           |
|  | 5                      | Kansas City            | 1                      |           |              |                      |                      |                      |  | 1 | L.A. Lakers      | 4                |                  |   |  |           |           |           |
|  | Western Conference     |                        |                        |           |              |                      |                      |                      |  | 1 | L.A. Lakers      | 4                |                  |   |  |           |           |           |
|  |                        | 3                      | Seattle                | 1         |              |                      |                      |                      |  |   |                  |                  |                  |   |  |           |           |           |
|  | 3                      | 3                      | Seattle                | 1         | Seattle      | 2                    |                      |                      |  |   |                  |                  |                  |   |  |           |           |           |
|  | 3                      |                        |                        |           | Seattle      | 2                    |                      |                      |  |   |                  |                  |                  |   |  |           |           |           |
|  | 6                      | Portland               | 1                      |           |              |                      |                      |                      |  |   |                  |                  |                  |   |  |           |           |           |
|  | 6                      | Portland               | 1                      |           | 3            | Seattle              | 4                    |                      |  |   |                  |                  |                  |   |  |           |           |           |
|  |                        |                        |                        |           | 3            | Seattle              | 4                    |                      |  |   |                  |                  |                  |   |  |           |           |           |
|  |                        |                        | 2                      | Milwaukee | 3            |                      |                      |                      |  |   |                  |                  |                  |   |  |           |           |           |
|  |                        |                        | 2                      | Milwaukee | 3            |                      |                      |                      |  |   |                  |                  |                  |   |  |           |           |           |
|  |                        |                        |                        |           |              |                      |                      |                      |  |   |                  |                  |                  |   |  |           |           |           |
|  |                        |                        |                        |           |              |                      |                      |                      |  |   |                  |                  |                  |   |  |           |           |           |
|  |                        |                        |                        |           |              |                      |                      |                      |  |   |                  | W1               | L.A. Lakers      | 4 |  |           |           |           |
|  |                        |                        |                        |           |              |                      |                      |                      |  |   |                  |                  |                  |   |  |           |           |           |
|  |                        | E3                     | Philadelphia           | 2         |              |                      |                      |                      |  |   |                  |                  |                  |   |  |           |           |           |
|  |                        | E3                     | Philadelphia           | 2         |              |                      |                      |                      |  |   |                  |                  |                  |   |  |           |           |           |
|  |                        |                        |                        |           |              |                      |                      |                      |  |   |                  |                  |                  |   |  |           |           |           |
|  |                        |                        |                        |           |              |                      |                      |                      |  |   |                  |                  |                  |   |  |           |           |           |
|  |                        | 1                      | Boston                 | 4         |              |                      |                      |                      |  |   |                  |                  |                  |   |  |           |           |           |
|  |                        |                        |                        | 4         |              |                      |                      |                      |  |   |                  |                  |                  |   |  |           |           |           |
|  |                        |                        | 4                      | Houston   | 0            |                      |                      |                      |  |   |                  |                  |                  |   |  |           |           |           |
|  | 4                      | Houston                | 4                      | Houston   | 0            | 2                    |                      |                      |  |   |                  |                  |                  |   |  |           |           |           |
|  | 4                      | Houston                |                        |           |              | 2                    |                      |                      |  |   |                  |                  |                  |   |  |           |           |           |
|  | 5                      | San Antonio            | 1                      |           |              |                      |                      |                      |  |   |                  |                  |                  |   |  |           |           |           |
|  | 5                      | San Antonio            | 1                      |           |              |                      |                      |                      |  | 1 | Boston           | 1                |                  |   |  |           |           |           |
|  | Eastern Conference     |                        |                        |           |              |                      |                      |                      |  | 1 | Boston           | 1                |                  |   |  |           |           |           |
|  |                        | 3                      | Philadelphia           | 4         |              |                      |                      |                      |  |   |                  |                  |                  |   |  |           |           |           |
|  | 3                      | 3                      | Philadelphia           | 4         | Philadelphia | 2                    |                      |                      |  |   |                  |                  |                  |   |  |           |           |           |
|  | 3                      |                        |                        |           | Philadelphia | 2                    |                      |                      |  |   |                  |                  |                  |   |  |           |           |           |
|  | 6                      | Washington             | 0                      |           |              |                      |                      |                      |  |   |                  |                  |                  |   |  |           |           |           |
|  | 6                      | Washington             | 0                      |           | 3            | Philadelphia         | 4                    |                      |  |   |                  |                  |                  |   |  |           |           |           |
|  |                        |                        |                        |           | 3            | Philadelphia         | 4                    |                      |  |   |                  |                  |                  |   |  |           |           |           |
|  |                        |                        | 2                      | Atlanta   | 1            |                      |                      |                      |  |   |                  |                  |                  |   |  |           |           |           |
|  |                        |                        | 2                      | Atlanta   | 1            |                      |                      |                      |  |   |                  |                  |                  |   |  |           |           |           |
|  |                        |                        |                        |           |              |                      |                      |                      |  |   |                  |                  |                  |   |  |           |           |           |

### NBA-final
Los Angeles Lakers mot Philadelphia 76ers
| Match   | Datum  | Hemmalag     | Bortalag     | Resultat  |
| ------- | ------ | ------------ | ------------ | --------- |
| Match 1 | 4 maj  | Los Angeles  | Philadelphia | 109 - 102 |
| Match 2 | 7 maj  | Los Angeles  | Philadelphia | 104 - 107 |
| Match 3 | 10 maj | Philadelphia | Los Angeles  | 101 - 111 |
| Match 4 | 11 maj | Philadelphia | Los Angeles  | 105 - 102 |
| Match 5 | 14 maj | Los Angeles  | Philadelphia | 108 - 103 |
| Match 6 | 16 maj | Philadelphia | Los Angeles  | 107 - 123 |

Los Angeles Lakers vann finalserien med 4-2 i matcher